# Red Faction: Armageddon
Red Faction: Armageddon (ранее Red Faction 4, с англ. — «Красная фракция: Армагеддон») — компьютерная игра, научно-фантастический шутер от третьего лица, разработанный студией Volition, Inc. и изданный THQ. Четвёртая полноценная часть серии Red Faction. Релиз игры состоялся в июне 2011 года, целевые платформы — Microsoft Windows, PlayStation 3, Xbox 360.

## История разработки

### До официального анонса
Первые сведения о разработке четвёртой игры в серии игр «Red Faction» появились 1 апреля 2009 года, то есть ещё до выхода Red Faction: Guerrilla, третьей игры серии. Американский издатель и разработчик компания THQ заявила о том, что в 2012 финансовом году, который стартует 1 апреля 2011 и заканчивается 31 марта 2012 года, наряду с несколькими другими играми компании будет выпущена игра под названием «Red Faction 4». Больше никакой информации сказано не было.
3 февраля 2010 года во время проведения собрания инвесторов компании THQ её президент и CEO Брайян Фарелл (англ. Brian Farrell) официально рассказал о новой игре в серии «Red Faction» и сообщил, что её разрабатывает компания Volition, Inc., — неизменный и постоянный разработчик всех игр серии. Было сообщено, что первый показ новой игры состоится на всемирной выставке E3 2010, которая пройдёт в июне 2010 года в Лос-Анджелесе. «В 2011 финансовом году мы планируем издать две крупные игры. Это будет Homefront и сиквел нашего франчайза Red Faction», — заявил Фарелл. Кроме этого, больше никаких сведений о Red Faction 4 сказано не было.
11 марта 2010 года старший вице-президент THQ Дэнни Билсон (англ. Danny Bilson) в интервью Joystiq официально заявил, что продолжение серии Red Faction поступит в продажу ориентировочно в марте 2011 года. В этом интервью были сказаны первые детали о сюжете и геймплее игры. «Новый проект перенесет Red Faction в совершенно новое место. Можно сказать, что в чем-то мы вернемся к истокам серии, ведь 80 % времени игрокам придется провести под землей», — заявил Билсон в интервью. Причём Билсон не уточнил, на какой планете будут развиваться события игры: на Марсе или Земле.
В начале апреля 2010 года Дэнни Билсон в интервью журналу CVG заявил, что THQ планирует активно развивать франчайз «Red Faction», причём не только новыми играми, но и фильмом по мотивам игры. Он также добавил, что Red Faction 4 будет отличаться от предшественника множеством «удивительных» улучшений.
29 апреля 2010 года игровой прессе благодаря сайту Superannuation стало известно, что в феврале 2010 года THQ зарегистрировала домены redfactionarmagedon.com и redfactionorigins.com. Поэтому игровые журналисты предположили, что Red Faction 4 может называться «Red Faction: Armageddon» (рус. Армагеддон) или «Red Faction: Origins» (рус. Начало).

### Официальный анонс
5 июня 2010 года состоялся официальный анонс игры. Было объявлено её название — «Red Faction: Armageddon», основы сюжета, сеттинг и геймплей, целевые платформы и возрастные рейтинги. Также был опубликован первый трейлер игры, в котором демонстрировался геймплей и был раскрыт сюжет игры.

## Сюжет

### Основная игра
Сюжет разворачивается в 2175 году на Марсе, через 50 лет после событий Red Faction: Guerrilla. Протагонистом игры является Дариус Мейсон — внук Алека Мейсона и Самании, который, как и его предки, сражается за Красную Бригаду.
Игра начинается с нападения на марсианский терраформер, совершённого культистами — племенем мародёров-радикалов под командованием Адама Хейла, сына офицеров С.О.З. и последнего члена Белой Фракции. Красная Бригада, возглавляемая сержантом Фрэнком Винтерсом, спешит отбить установку, но конвой попадает в засаду. Дариус оказывается отрезан от сослуживцев и вынужден пробиваться к терраформеру в одиночку. В конечном счёте он прорывается внутрь, уничтожает большую часть нападавших, однако Хейл обманом ускользает, подрывая заложенные заряды. Терраформер получает критические повреждения и выходит из строя.
Проходит пять лет. Без терраформера, поддерживавшего атмосферу, климат становится настолько нестабильным, что пребывание людей на поверхности оказывается невозможным. Колонисты строят разветвлённую сеть подземных поселений в бывших шахтах, где и укрываются от суровых условий Марса. Дариус теперь работает в Бастионе — подземной столице колонистов. Чувствуя вину за провал с терраформером, он покидает Красную Бригаду и занимается опасной работой, включая рейды по разрушенной поверхности планеты. Однажды он получает заказ на вскрытие шахты под старым исследовательским комплексом Ultor. Заказчик требует, чтобы Дариус уничтожил некую «печать». Добравшись до объекта и разрушив его, он проваливается вглубь шахт. Оказывается, нанимателем был Хейл, который смеётся над Дариусом, заявляя, что тот оказал ему огромную услугу. Затем культисты обрывают спасательные троссы и оставляют его умирать. Пробираясь в поисках выхода, Дариус сталкивается с насекомоподобными инопланетянами. Убегая от них, он срывается со скалы, падает вниз, разбивает рабочий экзоскелет и теряет сознание.
Очнувшись спустя три дня, Дариус узнаёт от С.Э.М. (ИИ-ассистента его нано-кузницы), что связь с большинством подземных колоний прервана. Пробиравшись через улей пришельцев (из чьей ДНК доктор Капек когда-то синтезировал «марсианскую чуму»), он находит лаз в одну из внешних колоний. Город уже атакован «жуками», и Красная Бригада объявляет срочную эвакуацию в Бастион. Чтобы вернуться в столицу, Дариусу приходится помочь своим бывшим сослуживцам. В Бастионе он участвует в обороне города, а затем отправляется на опасную миссию по починке систем жизнеобеспечения и водоснабжения. Однако ему приходится уничтожить склад продовольствия, где «жуки» устроили новую кладку. По возвращении он слышит, как колонист Лютер МакМохан обвиняет его в нашествии пришельцев. Толпа пытается устроить самосуд, и Дариус вынужден бежать. Ему помогает старая подруга Кара. Они добираются до лифта на поверхность, пока МакМохан и его сторонники погибают от «жуков».
На поверхности их встречает Красная Бригада под командованием полковника Пола Малона. Дариуса берут под арест по подозрению в содействии культистам. Однако по пути на базу конвой атакуют «жуки». Дариус и его бывший командир Винтерс отбивают нападение. После этого Дариус снова присоединяется к Красной Бригаде, чтобы бороться с культистами и пришельцами. Чтобы выследить Хейла, он проникает в одно из поселений культистов, уничтожает генераторы помех и позволяет Красной Бригаде подслушивать их переговоры. Они узнают о местонахождении Хейла и штурмуют его убежище в одном из заводов Ultor. Кара, захватив у мародёров танк-шагоход, помогает в атаке. В бою Хейл демонстрирует способность управлять «жуками». Дариус загоняет его в ловушку и сбрасывает на него бурильное оборудование, убивая врага.
Далее Красная Бригада ищет информацию в архивах Ultor. Хранительница данных, мародёр-писарь Ноэлла, оказывается убитой Хейлом. Чтобы быстрее взломать архив, Дариус добывает экспериментальный микрочип. Анализ данных показывает, что инопланетянами управляет Королева, скрывающаяся в улье под металлургическим цехом Ultor. Чтобы добраться до неё, Дариус и Винтерс снижают уровень магмы. Кара на шагоходе помогает им проникнуть в улей, но её убивают «жуки». В ярости Дариус прорывается к гнезду и уничтожает Королеву. Однако её смерть делает «жуков» безумными, и они массово прорываются на поверхность, вызывая землетрясения. Дариус выбирается наверх, прицепившись к щупальцу. С.Э.М. сообщает, что атмосфера Земного типа губительна для пришельцев. Единственный шанс спасти Марс — восстановить терраформер. Добравшись до установки, Дариус перезапускает её, стабилизируя климат. «Жуки» задыхаются, а Красная Бригада добивает уцелевших. Винтерс благодарит Дариуса и выражает соболезнования по поводу Кары.
В финале Дариус впервые за пять лет видит рассвет на Марсе.

### DLC «Путь к войне»
Сюжетное дополнение состоит из четырёх эпизодов: три из них являются приквелом к основной игре, а четвёртый разворачивается в середине основной истории.
Дополнение начинается с Маллуса — приближённого культиста Хейла, которому поручено уничтожить терраформер. Управляя антиграв-истребителем «Инферно», Маллус прорывается к резервной подстанции терраформера и уничтожает её, отключая защитные системы и открывая культистам доступ к установке.
Начинается битва за терраформер. Красная Бригада пытается прорваться к нему, но сталкивается с организованной линией обороны культистов. Чтобы её прорвать, Винтерс отправляет командира Переса и его экипаж на «Мастифе» в атаку. Танку удаётся нанести существенный урон обороне, но, когда он пересекает мост между сегментами терраформера, Маллус атакует его на «Инферно». В результате бомбардировки «Мастиф» падает в ущелье и не может выбраться. Перес и его команда уничтожают входной терминал, захваченный культистами, что позволяет Винтерсу и его отряду проникнуть на территорию терраформера. Однако Красная Бригада остаётся без поддержки техники и вынуждена с боем пробиваться дальше, чтобы остановить Хейла.
Во время контратаки Дариус находит у мёртвого культиста необычное оружие — осколочное ружьё. С его помощью он уничтожает множество врагов, но вскоре выясняет, что ружьё оснащено маячком-пеленгатором. Это привлекает внимание спутников С.О.З., взломанных Хейлом, которые начинают прицельный обстрел. Дариус решает воспользоваться этим и оставляет оружие на перевалочной базе культистов, через которую они получают снабжение. Спутники уничтожают базу, теряя Дариуса из виду, чем он пользуется, чтобы продолжить поиски Хейла.
Последний эпизод происходит в середине игры, между возвращением Дариуса в Бастион и его ремонтным рейдом. Во время патрулирования внешнего периметра он попадает в засаду культистов, возглавляемых Маллусом, которому Хейл приказал его убить. Преследуя Дариуса, Маллус заманивает его в шахты, кишащие жуками, и атакует, пилотируя экзоскелет «Шива». Однако Дариус побеждает культиста, чинит силовые установки в секторе и возвращается в Бастион.

## Игровой движок
В игре используется физический движок Havok, который позволяет взаимодействовать почти со всеми предметами окружающего мира. Это даёт возможность крушить почти все объекты на мелкие части. Для графической составляющей разработчики использовали улучшенный движок Geo Mod 2.5, который прекрасно поддерживает все возможности DirectX 10/11 на персональных компьютерах.
| Системные требования    | Системные требования                                | Системные требования                                |
| ----------------------- | --------------------------------------------------- | --------------------------------------------------- |
|                         | Минимальные                                         | Рекомендуемые                                       |
| Wintel                  |                                                     |                                                     |
| ОС                      | Windows XP/Vista/7                                  | Windows XP/Vista/7                                  |
| ЦПУ                     | Intel Core 2 Duo @ 2.0 Ghz / AMD Athlon 64 X2 4200+ | Intel Core 2 Duo @ 3.0 GHz / AMD Athlon 64 X2 6000+ |
| Объём ОЗУ               | 2 Gb                                                | 4 Gb                                                |
| Место на диске          | 7.5 Gb                                              | 7.5 Gb                                              |
| Информационный носитель | Привод DVD-ROM                                      | Привод DVD-ROM                                      |
| Видеокарта              | nVidia GeForce 8800 / ATI Radeon HD 3850 512 Mb     | nVidia GeForce GTX 260 / ATI Radeon HD 4870 1 Gb    |
| Звуковая плата          | Совместимая с DirectX 9.0c                          | Совместимая с DirectX 9.0c                          |
| Сеть                    | широкополосное интернет-соединение для сетевой игры | широкополосное интернет-соединение для сетевой игры |
| Устройства ввода        | Клавиатура, мышь                                    | Клавиатура, мышь                                    |

## Отзывы и критика
| Сводный рейтинг | Сводный рейтинг      | Сводный рейтинг       | Сводный рейтинг      |
| Издание         | Оценка               | Оценка                | Оценка               |
| Издание         | PC                   | PS3                   | Xbox 360             |
| --------------- | -------------------- | --------------------- | -------------------- |
| GameRankings    | 75,93 %              | 73,76 %               | 73,93 %              |
| Metacritic      | 75 /100 (28 обзоров) | 71 / 100 (47 обзоров) | 72 / 100 (73 обзора) |

| Иноязычные издания      | Иноязычные издания |
| Издание                 | Оценка             |
| ----------------------- | ------------------ |
| AllGame                 | [ 21 ]             |
| Eurogamer               | 7 / 10             |
| G4                      | 3 / 5              |
| Game Informer           | 7,25 / 10          |
| GamePro                 | [ 25 ]             |
| GameRevolution          | B+                 |
| GameSpot                | 8,0 / 10           |
| GameSpy                 | [ 28 ]             |
| GameTrailers            | 7,8 / 10           |
| IGN                     | 7,0 / 10           |
| OXM                     | 7,0 / 10           |
| XboxAddict              | 88 %               |
| PSM3                    | 5,5 / 10           |
| Xbox World 360 Magazine | 8,5 / 10           |
| Русскоязычные издания   |                    |
| Издание                 | Оценка             |
| 3DNews                  | 7 /10              |
| Absolute Games          | 59 %               |
| PlayGround.ru           | 7,1/10             |
| «Домашний ПК»           | [ 38 ]             |
| «Игромания»             | 7,0 / 10           |
| «Страна игр»            | 7,5/10             |
| StopGame.ru             | похвально          |
| Игры@Mail.ru            | 7,5 / 10           |

В своем обзоре портал Games-TV отозвался об игре хвалебно: «Red Faction: Armageddon осталась чисто геймплейным проектом. Только на этот раз игровой процесс вышел намного более разнообразным и увлекательным». Вердикт — «Стоит купить».
Страна Игр: «Нельзя сказать, что игра создана исключительно для фанатов вселенной Red Faction (как это получилось со второй частью). Она простая, веселая и беззаботная, особенно когда дело касается разрушений и расчлененки. Под бодрящий саундтрек забеги из точки А в точку Б с параллельным поиском скрытых бонусов и разрушением всего, что может принести хоть капельку металлолома, разбавляются простенькими сражениями с боссами и качественными видеороликами. В общем, хороший, годный Армагеддон получился.»
Летом 2018 года, благодаря уязвимости в защите Steam Web API, стало известно, что точное количество пользователей сервиса Steam, которые играли в игру хотя бы один раз, составляет 785 298 человек.